# Weleda
Weleda er en multinational virksomhed, der producerer kosmetik og naturmedicin. Begge afdelinger foretager deres produktion baseret på antroposofiske principper. Selskabets navn er taget fra den germanske vølve Veleda. Weledas produkter er økologiske/biodynamiske.

## Historie
Rudolf Steiner – grundlæggeren af den antroposofiske filosofi – begyndte i slutningen af 1910'erne at samarbejde med farmaceuter og læger om at udvikle en ny tilgang til medicin baseret på naturens kræfter. I 1921 samledes en række farmaceuter og læger sig under Steiners vejledning og dannede et farmaceutisk firma, der senere fik navnet Weleda. Til at starte med udviklede firmaet kun antroposofiske lægemidler, men hurtigt blev der også udviklet hudplejemidler med udgangspunkt i lægemidlernes egenskaber.

## Biodynamiske ingredienser
I 1924 opsøgte en række landmænd Rudolf Steiner og tilkendegav deres bekymring over det industrielle landbrugs brug af kemisk gødning og pesticider og den negative indflydelse på naturen. Steiner blev bedt om at udvikle en landbrugsform, som tog hensyn til naturen, og arbejdede sammen med den på dens egne præmisser. Steiner udviklede det biodynamiske landbrug, som hurtigt spredte sig internationalt.
Et centralt aspekt ved biodynamisk dyrkning er, at gården ses som en hel organisme. Planter og afgrøder dyrkes uden brug af kemisk gødning og pesticider for at holde jorden ren og frugtbar. Afgrøder gives til dyrene, som så producerer naturlig gødning, som igen kan bruges til markerne. Dermed opstår en hel naturlig cyklus.

## Weleda i dagligdagen
Weleda er et meget populært produkt hos Steiner-tilhængere, men særligt babyserien anbefales også af jordemødre og sundhedsplejersker[kilde mangler], og også de trendy "speltfamilier" har fået øjnene op for det ellers gamle mærke.[kilde mangler]

## Eksterne kilder og henvisninger
- biodynamisk.dk
- weleda.com